# Åsbyggets naturreservat
Åsbygget är ett naturreservat i Knäreds socken, Laholms kommun i Hallands län.
Reservatet består av äldre lövskog och blandskog blandat med myr och sumpskog och präglas av den höga nederbörden. 